# Draconarius potanini
Draconarius potanini là một loài nhện trong họ Amaurobiidae.
Loài này thuộc chi Draconarius. Draconarius potanini được Ehrenfried Schenkel-Haas miêu tả năm 1963.